# منفذ الوصية
منفذ الوصية هو شخص مسؤول عن تنفيذ أو متابعة مهمة أو واجب معين. يمكن استخدام الصيغة المؤنثة، المنفذة، أحيانًا.

## نظرة عامة

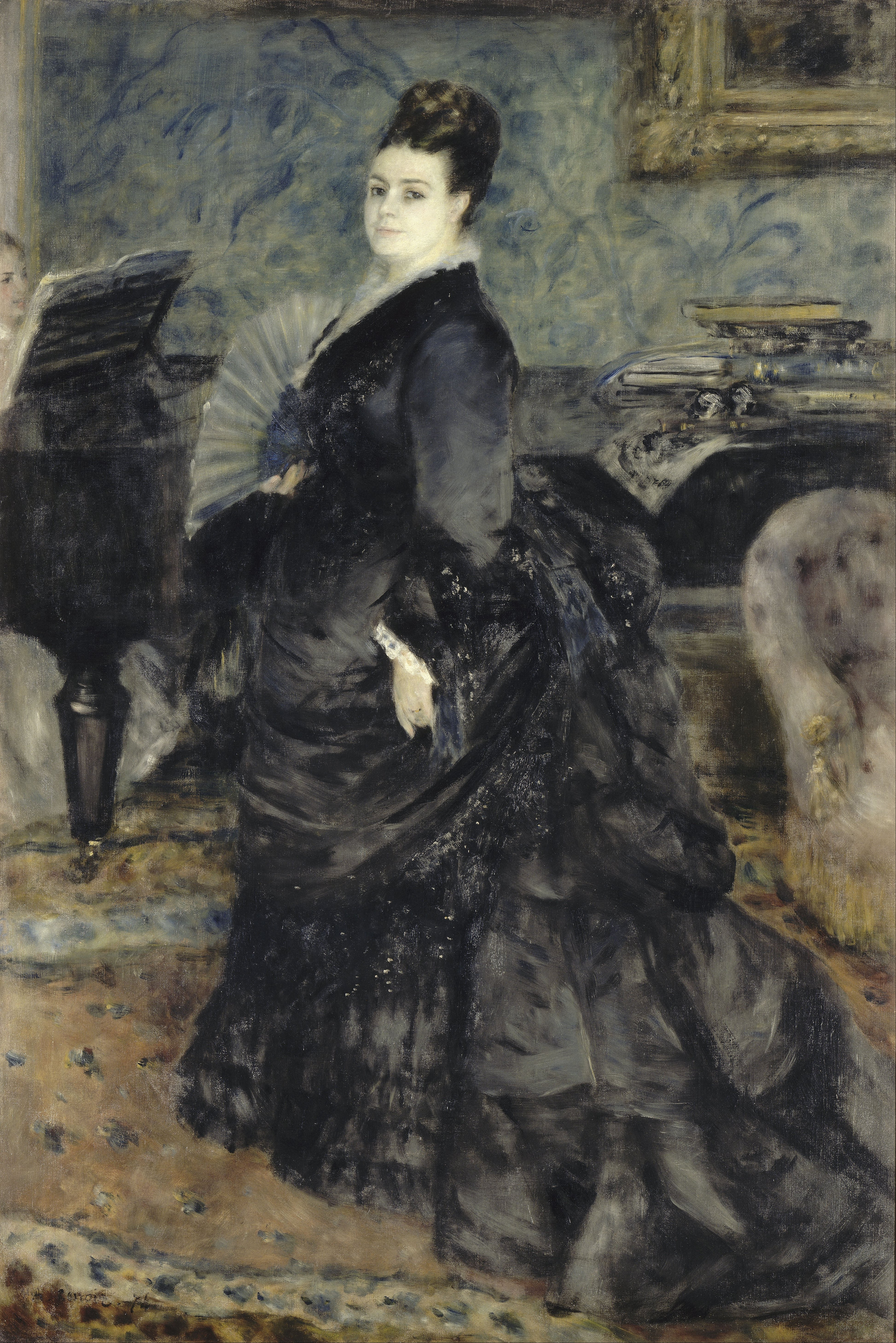
أوجست رينوار- صورة لامرأة، تُدعى السيدة جورج هارتمان، هدية من الجنرال بورات، منفذ وصية جورج هارتمان (متحف أورسيه).

منفذ الوصية هو مصطلح قانوني يشير إلى الشخص الذي يسميه صانع الوصية أو يرشحه الموصي لتنفيذ تعليمات الوصية. عادة، المنفذ هو الشخص المسؤول عن تقديم وصية الوصية، على الرغم من أنه ليس مطلوبًا أن يفوا بذلك. تشمل واجبات المنفذ أيضًا صرف الممتلكات إلى المستفيدين كما هو محدد في الوصية، والحصول على معلومات عن الورثة المحتملين، وجمع وترتيب سداد ديون التركة والموافقة على مطالبات الدائنين أو رفضها.
سيتأكد المنفذ من احتساب الضرائب العقارية، وتقديم النماذج الضرورية، وتسديد مدفوعات الضرائب. سوف يساعدون المحامي أيضًا في التركة. بالإضافة إلى ذلك، يعمل المنفذ كناقل قانوني يحدد مكان إرسال التبرعات باستخدام المعلومات المتبقية في الوصايا، سواء تم إرسالها إلى المؤسسات الخيرية أو المنظمات الأخرى. في معظم الحالات، يكون المنفذ هو ممثل التركة لجميع الأغراض، ولديه القدرة على رفع دعوى أو مقاضاة نيابة عن التركة. يحمل المنفذ سندًا قانونيًا لممتلكات التركة، ولكن لا يجوز له استخدام الملكية أو الملكية لمصلحته الخاصة، ما لم تسمح شروط الوصية بذلك.
يُعرف الشخص الذي يتعامل مع ممتلكات شخص متوفى دون سلطة مناسبة بأنه منفذ الضرر. يجوز بعد ذلك التصديق على تصرفات هذا الشخص من قبل المنفذين الشرعيين أو الإداريين إذا كانت الإجراءات لا تتعارض مع الأحكام الموضوعية لإرادة المتوفى أو حقوق الورثة في القانون.
عندما لا توجد وصية، يُقال إن الشخص مات دون وصية - «بدون شهادة». ونتيجة لذلك، لا توجد «شهادة» ملموسة يجب اتباعها، وبالتالي لا يمكن أن يكون هناك وصي. إذا لم تكن هناك وصية أو إذا كان المنفذون المذكورون في الوصية لا يرغبون في التصرف، فيمكن بدلاً من ذلك تعيين مسؤول عن تركة المتوفى. المصطلح العام للمنفذين أو المسؤولين هو الممثل الشخصي. في إنجلترا وويلز، عندما يموت شخص دون وصية في دار لرعاية المسنين، وليس لديه أفراد من الأسرة يمكن تتبعهم، فإن المسؤولين عن رعايتهم يصبحون تلقائيًا منفذيهم. بموجب القانون الاسكتلندي، يشار إلى الممثل الشخصي من أي نوع على أنه المنفذ، باستخدام مرشح المنفذ للإشارة إلى المنفذ والمنفذ إلى المسؤول.

## أجر المنفذ
في بعض البلدان، مثل الولايات المتحدة، يحق للمنفذ تلقائيًا الحصول على تعويض عن خدماته، على الرغم من أن هذا المبلغ يختلف بشكل كبير حسب الولاية القضائية. ما لم تحدد الوصية على وجه التحديد، غالبًا ما يتم تحديد هذا التعويض من خلال ما يعتبر «معقولًا» للجهد المبذول، على الرغم من أنه في عدد من الولايات القضائية، يتم تعيين المبلغ بدلاً من ذلك كنسبة مئوية من إجمالي التركة. على سبيل المثال، يحق للمنفذ في كاليفورنيا الحصول على 4% من أول 100 ألف دولار من قيمة التركة، و3% من 100 ألف دولار التالية، وهكذا. في بلدان أخرى، مثل المملكة المتحدة، لا يحق للمنفذ تلقائيًا الحصول على تعويض، على الرغم من أنه يمكن توجيه التعويض ضمن الوصية أو بناءً على طلب إلى المحكمة.

## سياسات التأمين
في السنوات الأخيرة، دخلت بوالص التأمين المخصصة للمنفذين إلى السوق. هذه متوفرة حاليًا في دول مثل كندا وإنجلترا وويلز. غالبًا ما يتم التعامل معهم من قبل منفذين غير محترفين- عادةً أصدقاء أو عائلة المتوفى- والذين قد يكونون قلقين بشأن احتمال ارتكاب خطأ أثناء عملية إثبات صحة الوصايا و / أو عدم الارتياح بشأن تعريض أنفسهم لمسؤولية مالية وقانونية شخصية غير محدودة. يجد الكثيرون مثل هذا الغطاء اقتراحًا جذابًا لأن الغالبية العظمى من الوصايا تسمح باسترداد نفقات معقولة، مثل تكلفة الوثيقة، من تركة المتوفى.

## روابط خارجية
- Executor of a will duties - A list of duties for a Will Executor (England & Wales only)
- Executor Guide - Interactive guide for a Will Executor (United States & Canada only)
- Canadian legislation and regulation (searchable by Province) governing executors of estates. Via CanLII.